# Club Patín Cerceda
El Club Patín Cerceda fue un club de hockey sobre patines español de la localidad de Cerceda, en la provincia de La Coruña. El equipo se creó en 2009 después del ascenso a la OK Liga, la máxima categoría del hockey sobre patines español, del segundo equipo del HC Liceo. Tras siete años de existencia, el equipo se disolvió por motivos económicos militando en la OK Liga.

## Historia
El proyecto tuvo su origen el 8 de octubre de 2008, cuando el Hockey Club Liceo de La Coruña firmó un convenio de colaboración con el Ayuntamiento de Cerceda por el cual el Ayuntamiento patrocinaría al segundo equipo del club coruñés en la Primera División Nacional y éste se comprometería a disputar sus partidos oficiales y realizar entrenamientos en las instalaciones municipales de Cerceda. El club como tal fue creado la siguiente temporada, el 13 de junio de 2009, después de que el segundo equipo del HC Liceo lograra el ascenso a la OK Liga al final de la temporada 2008-09. Debido a que dos equipos de un mismo club no pueden competir en la misma categoría, se fundó el Cerceda Skate Club, al que el Liceo cedió su plaza en la máxima categoría del hockey. Muchos de los jugadores del Liceo B ficharon por el nuevo equipo y otros jóvenes reforzaron el equipo.
En las siete temporadas que el equipo estuvo en competición consiguió dos participaciones en la segunda competición de clubs a nivel europeo, la Copa de la CERS, en la que debutó en la temporada 2014-15, aunque en ninguna de ellas superó la primera eliminatoria. También disputó en dos ocasiones la Copa del Rey, ambas de manera consecutiva en 2014 y 2015 sin superar los cuartos de final. Jugó cuatro temporadas en la máxima categoría del hockey sobre patines español, la OK Liga, tres de ellas de forma consecutiva. Tras descender a la Primera División en el año de su debut como equipo independiente, el Cerceda recuperó la categoría tras proclamarse campeón de Primera División en la temporada 2012-13, en la que además consiguió el subcampeonato de la Copa del Príncipe. 
En julio de 2016 , Patín Cerceda se vio obligado a ceder su plaza en la máxima categoría del hockey patines español, pese a haber conseguido mantenerla en el campo gracias a la reacción del equipo en la fase final del campeonato, tras la que el equipo consiguió finalizar en undécima posición, y proceder a su disolución. Los motivos fueron principalmente económicos, ya que el cuerpo técnico comenzaba a prepararse para la siguiente temporada. De esta forma, Patín Cerceda se disolvió por motivos económicos tras siete años de existencia, en los que disputó cuatro temporadas en la OK Liga, la máxima categoría del hockey patines español, y compitió en dos ocasiones en la segunda competición más importante de Europa a nivel de clubes, la Copa CERS.
Durante la corta historia del equipo, su única presidenta fue María Isabel Bermúdez, mientras que el único entrenador que ocupó el banquillo cercedense fue el coruñés Juan Copa 

## Pabellón
El Club Patín Cerceda jugaba sus partidos como local en el Pabellón Deportivo de Cerceda, un recinto situado en la avenida Fernando González Laxe, con una pista de parquet y unas dimensiones de 40×20 m. El pabellón cercedense contaba con una capacidad para 600 personas en las gradas durante las temporadas que el Patín Cerceda jugó en él como local.

## Trayectoria

### OK Liga
| Temporada | Categoría   | Puesto |
| --------- | ----------- | ------ |
| 2009/10   | OK Liga     | 13º    |
| 2010/11   | 1ª División | 6º     |
| 2011/12   | 1ª División | 14º    |
| 2012/13   | 1ª División | 1º     |
| 2013/14   | OK Liga     | 9º     |
| 2014/15   | OK Liga     | 6°     |
| 2015/16   | OK Liga     | 11°    |

### Copa del Rey
| Temporada | Ronda            | Oponente | Resultado |
| --------- | ---------------- | -------- | --------- |
| 2013/14   | Cuartos de final | CP Vic   | 0-1       |
| 2014/15   | Cuartos de final | HC Liceo | 8-1       |

### Copa CERS
| Temporada | Ronda                  | Oponente                | Ida | Vuelta |
| --------- | ---------------------- | ----------------------- | --- | ------ |
| 2014/15   | Dieciseisavos de final | UD Oliveirense          | 6-3 | 5-2    |
| 2015/16   | Dieciseisavos de final | ASD Pattinomania Matera | 5-1 | 3-2    |

## Organigrama deportivo

### Jugadores destacados
El Patín Cerceda se caracterizó por acoger a un gran número de jugadores gallegos, especialmente tras su separación definitiva del HC Liceo. Muchos de esos jugadores tenían pasado liceísta y vistieron la camiseta de la selección española en sus categorías inferiores. Algunos de los jugadores destacados del Patín Cerceda a lo largo de las siete temporadas en las que estuvo en competición fueron:
| - Adrián Boo - Pablo Cancela - Eduard Lamas - David Torres Pastoriza - José Ramón - Jesús Gende París | - Juan Fariza - Josama Alén - Joan Grasas - Xavier Malián - Toni Pérez - Martín Payero |

### Entrenadores
- Juan Copa (2009-2016)

### Presidencia
Durante la corta historia del equipo su única presidenta fue María Isabel Bermúdez.